# Seznam dílů seriálu Případy inspektora Lynleyho
Toto je seznam dílů seriálu Případy inspektora Lynleyho.

## Přehled řad
| Řada | Díly | Premiéra v UK      | Premiéra v UK      | Premiéra v ČR     | Premiéra v ČR   |
| Řada | Díly | První díl          | Poslední díl       | První díl         | Poslední díl    |
| ---- | ---- | ------------------ | ------------------ | ----------------- | --------------- |
| 0    | 2    | 12. března 2001    | 13. března 2001    | 7. března 2003    | 14. března 2003 |
| 1    | 4    | 8. dubna 2002      | 29. dubna 2002     | 1. srpna 2004     | 22. srpna 2004  |
| 2    | 4    | 10. března 2003    | 31. března 2003    | 29. srpna 2004    | 19. září 2004   |
| 3    | 4    | 4. března 2004     | 25. března 2004    | 13. července 2008 | 3. srpna 2008   |
| 4    | 4    | 17. března 2005    | 7. dubna 2005      | 10. srpna 2008    | 31. srpna 2008  |
| 5    | 4    | 20. července 2006  | 10. srpna 2006     | 7. září 2008      | 28. září 2008   |
| 6    | 2    | 11. listopadu 2007 | 18. listopadu 2007 | 5. října 2008     | 12. října 2008  |

## Seznam dílů

### Pilotní film (2001)
| Č. v seriálu | Č. v řadě | Původní název                | Český název           | Režie          | Scénář         | Premiéra v UK   | Premiéra v ČR   |
| ------------ | --------- | ---------------------------- | --------------------- | -------------- | -------------- | --------------- | --------------- |
| 1            | 1         | A Great Deliverance (Part 1) | Vysvobození (1. část) | Lizzie Mickery | Richard Laxton | 12. března 2001 | 7. března 2003  |
| 2            | 2         | A Great Deliverance (Part 2) | Vysvobození (2. část) | Lizzie Mickery | Richard Laxton | 13. března 2001 | 14. března 2003 |

### První řada (2002)
| Č. v seriálu | Č. v řadě | Původní název           | Český název               | Režie           | Scénář         | Premiéra v UK  | Premiéra v ČR  |
| ------------ | --------- | ----------------------- | ------------------------- | --------------- | -------------- | -------------- | -------------- |
| 3            | 1         | Well Schooled in Murder | Vražda podle osnov        | Simon Block     | Robert Young   | 8. dubna 2002  | 1. srpna 2004  |
| 4            | 2         | Payment in Blood        | Prkna, jež znamenají smrt | Lizzie Mickery  | Kim Flitcroft  | 15. dubna 2002 | 8. srpna 2004  |
| 5            | 3         | For the Sake of Elena   | Pro dobro Eleny           | Valerie Windsor | Richard Laxton | 22. dubna 2002 | 15. srpna 2004 |
| 6            | 4         | Missing Joseph          | Druhá šance               | Lizzie Mickery  | Richard Laxton | 29. dubna 2002 | 22. srpna 2004 |

### Druhá řada (2003)
| Č. v seriálu | Č. v řadě | Původní název                | Český název           | Režie           | Scénář         | Premiéra v UK   | Premiéra v ČR  |
| ------------ | --------- | ---------------------------- | --------------------- | --------------- | -------------- | --------------- | -------------- |
| 7            | 1         | Playing for the Ashes        | Hra s ohněm           | Kate Wood       | Richard Spence | 10. března 2003 | 29. srpna 2004 |
| 8            | 2         | In the Presence of the Enemy | S nepřítelem v zádech | Francesca Brill | Brian Stirner  | 17. března 2003 | 5. září 2004   |
| 9            | 3         | A Suitable Vengeance         | Pádné důvody          | Valerie Windsor | Edward Bennett | 24. března 2003 | 12. září 2004  |
| 10           | 4         | Deception on His Mind        | Pád až dolů           | Valerie Windsor | Tim Leandro    | 31. března 2003 | 19. září 2004  |

### Třetí řada (2004)
| Č. v seriálu | Č. v řadě | Původní název                   | Český název                 | Režie               | Scénář                 | Premiéra v UK   | Premiéra v ČR     |
| ------------ | --------- | ------------------------------- | --------------------------- | ------------------- | ---------------------- | --------------- | ----------------- |
| 11           | 1         | In Pursuit of the Proper Sinner | Honba za správným hříšníkem | Ann Marie Di-Mambro | Sebastian Graham Jones | 4. března 2004  | 13. července 2008 |
| 12           | 2         | A Traitor to Memory             | Zrádné vzpomínky            | Kevin Clarke        | Brian Stirner          | 11. března 2004 | 20. července 2008 |
| 13           | 3         | A Cry for Justice               | Hra na spravedlnost         | Ann Marie Di-Mambro | Alrick Riley           | 18. března 2004 | 27. července 2008 |
| 14           | 4         | If Wishes Were Horses           | Kdyby jsou chyby            | Simon Booker        | Alrick Riley           | 25. března 2004 | 3. srpna 2008     |

### Čtvrtá řada (2005)
| Č. v seriálu | Č. v řadě | Původní název         | Český název       | Režie          | Scénář            | Premiéra v UK   | Premiéra v ČR  |
| ------------ | --------- | --------------------- | ----------------- | -------------- | ----------------- | --------------- | -------------- |
| 15           | 1         | In Divine Proportion  | Zlatý řez         | Julian Simpson | Brian Stirner     | 17. března 2005 | 10. srpna 2008 |
| 16           | 2         | In the Guise of Death | Pod rouškou smrti | Simon Block    | Nigel Douglas     | 24. března 2005 | 17. srpna 2008 |
| 17           | 3         | The Seed of Cunning   | Nákaza mocí       | Mark Greig     | Jeremy Silberston | 31. března 2005 | 24. srpna 2008 |
| 18           | 4         | Word of God           | Slovo Boží        | Peter Jukes    | Julian Simpson    | 7. dubna 2005   | 31. srpna 2008 |

### Pátá řada (2006)
| Č. v seriálu | Č. v řadě | Původní název          | Český název         | Režie       | Scénář               | Premiéra v UK   | Premiéra v ČR |
| ------------ | --------- | ---------------------- | ------------------- | ----------- | -------------------- | --------------- | ------------- |
| 19           | 1         | Natural Causes         | V zájmu přírody     | Peter Jukes | Simon Massey         | 20. června 2006 | 7. září 2008  |
| 20           | 2         | One Guilty Deed        | Jeden špatný skutek | Mark Greig  | Jonathan Fox Bassett | 27. června 2006 | 14. září 2008 |
| 21           | 3         | Chinese Walls          | Čínské zdi          | Ed Whitmore | Robert Bierman       | 3. srpna 2006   | 21. září 2008 |
| 22           | 4         | In the Blink of an Eye | V jediném okamžiku  | Ed Whitmore | Brian Kelly          | 10. srpna 2006  | 28. září 2008 |

### Šestá řada (2007)
| Č. v seriálu | Č. v řadě | Původní název    | Český název            | Režie       | Scénář           | Premiéra v UK      | Premiéra v ČR  |
| ------------ | --------- | ---------------- | ---------------------- | ----------- | ---------------- | ------------------ | -------------- |
| 23           | 1         | Limbo            | Prázdnota              | Ed Whitmore | Robert Bierman   | 11. listopadu 2007 | 5. října 2008  |
| 24           | 2         | Know Thine Enemy | Poznej svého nepřítele | Ed Whitmore | Graham Theakston | 18. listopadu 2007 | 12. října 2008 |